# Unicodeblock Hanunóo
Der Unicodeblock Hanunó'o (englisch Hanunoo, U+1720 bis U+173F) enthält die Hanunó'o-Schrift, die für die Sprache Hanunó'o benutzt wird. Sie zählt zu den vier philippinischen Schriften (Tagalog, Hanunóo, Buid u. Tagbanuwa), die mit Version 3.2 in den Unicode-Standard aufgenommen wurden.

## Tabelle
| Unicodenummer | Zeichen (400 %) | Kategorie                               | Bidirektionale Klasse       | Offizielle Bezeichnung        | Beschreibung                |
| ------------- | --------------- | --------------------------------------- | --------------------------- | ----------------------------- | --------------------------- |
| U+1720 (5920) | ᜠ               | anderer Buchstabe, Silbe oder Ideogramm | links nach rechts           | HANUNOO LETTER A              | Hanunóo-Buchstabe A         |
| U+1721 (5921) | ᜡ               | anderer Buchstabe, Silbe oder Ideogramm | links nach rechts           | HANUNOO LETTER I              | Hanunóo-Buchstabe I         |
| U+1722 (5922) | ᜢ               | anderer Buchstabe, Silbe oder Ideogramm | links nach rechts           | HANUNOO LETTER U              | Hanunóo-Buchstabe U         |
| U+1723 (5923) | ᜣ               | anderer Buchstabe, Silbe oder Ideogramm | links nach rechts           | HANUNOO LETTER KA             | Hanunóo-Buchstabe Ka        |
| U+1724 (5924) | ᜤ               | anderer Buchstabe, Silbe oder Ideogramm | links nach rechts           | HANUNOO LETTER GA             | Hanunóo-Buchstabe Ga        |
| U+1725 (5925) | ᜥ               | anderer Buchstabe, Silbe oder Ideogramm | links nach rechts           | HANUNOO LETTER NGA            | Hanunóo-Buchstabe Nga       |
| U+1726 (5926) | ᜦ               | anderer Buchstabe, Silbe oder Ideogramm | links nach rechts           | HANUNOO LETTER TA             | Hanunóo-Buchstabe Ta        |
| U+1727 (5927) | ᜧ               | anderer Buchstabe, Silbe oder Ideogramm | links nach rechts           | HANUNOO LETTER DA             | Hanunóo-Buchstabe Da        |
| U+1728 (5928) | ᜨ               | anderer Buchstabe, Silbe oder Ideogramm | links nach rechts           | HANUNOO LETTER NA             | Hanunóo-Buchstabe Na        |
| U+1729 (5929) | ᜩ               | anderer Buchstabe, Silbe oder Ideogramm | links nach rechts           | HANUNOO LETTER PA             | Hanunóo-Buchstabe Pa        |
| U+172A (5930) | ᜪ               | anderer Buchstabe, Silbe oder Ideogramm | links nach rechts           | HANUNOO LETTER BA             | Hanunóo-Buchstabe Ba        |
| U+172B (5931) | ᜫ               | anderer Buchstabe, Silbe oder Ideogramm | links nach rechts           | HANUNOO LETTER MA             | Hanunóo-Buchstabe Ma        |
| U+172C (5932) | ᜬ               | anderer Buchstabe, Silbe oder Ideogramm | links nach rechts           | HANUNOO LETTER YA             | Hanunóo-Buchstabe Ya        |
| U+172D (5933) | ᜭ               | anderer Buchstabe, Silbe oder Ideogramm | links nach rechts           | HANUNOO LETTER RA             | Hanunóo-Buchstabe Ra        |
| U+172E (5934) | ᜮ               | anderer Buchstabe, Silbe oder Ideogramm | links nach rechts           | HANUNOO LETTER LA             | Hanunóo-Buchstabe La        |
| U+172F (5935) | ᜯ               | anderer Buchstabe, Silbe oder Ideogramm | links nach rechts           | HANUNOO LETTER WA             | Hanunóo-Buchstabe Wa        |
| U+1730 (5936) | ᜰ               | anderer Buchstabe, Silbe oder Ideogramm | links nach rechts           | HANUNOO LETTER SA             | Hanunóo-Buchstabe Sa        |
| U+1731 (5937) | ᜱ               | anderer Buchstabe, Silbe oder Ideogramm | links nach rechts           | HANUNOO LETTER HA             | Hanunóo-Buchstabe Ha        |
| U+1732 (5938) | ᜲ                | Markierung ohne Extrabreite             | Markierung ohne Extrabreite | HANUNOO VOWEL SIGN I          | Hanunóo-Vokalzeichen I      |
| U+1733 (5939) | ᜳ                | Markierung ohne Extrabreite             | Markierung ohne Extrabreite | HANUNOO VOWEL SIGN U          | Hanunóo-Vokalzeichen U      |
| U+1734 (5940) | ᜴                | Markierung ohne Extrabreite             | Markierung ohne Extrabreite | HANUNOO SIGN PAMUDPOD         | Hanunóo-Zeichen Pamudpod    |
| U+1735 (5941) | ᜵               | andere Interpunktion                    | links nach rechts           | PHILIPPINE SINGLE PUNCTUATION | Philippinischer Punkt       |
| U+1736 (5942) | ᜶               | andere Interpunktion                    | links nach rechts           | PHILIPPINE DOUBLE PUNCTUATION | Philippinischer Doppelpunkt |